# Brian Dawkins
Brian Dawkins (* 13. Oktober 1973 in Jacksonville, Florida) ist ein ehemaliger US-amerikanischer American-Football-Spieler, der auf der Position des Free Safeties spielte. Er spielte für die Philadelphia Eagles und die Denver Broncos in der National Football League (NFL). Für seine Leistungen auf dem Feld wurde er 2018  in die Pro Football Hall of Fame aufgenommen.

## College Football
Dawkins war drei Jahre Starter an der Clemson University in South Carolina. Seine Karriere bei den Clemson Tigers beendete er mit 247 Tackles und elf Interceptions.
In seinem Seniorjahr war er ein 2nd Team All American, als er die Conference mit sechs Interceptions anführte.

## NFL

### Philadelphia Eagles
Brian Dawkins wurde 1996 in der zweiten Runde (als 61. Spieler) des NFL Drafts von den Philadelphia Eagles ausgewählt. In seiner Rookie-Saison erzielte er in 13 von 14 Spielen 75 Tackles, ein Sack und drei Interceptions. Während seiner gesamten Karriere wurde Dawkins neunmal in den Pro Bowl gewählt (1999, 2001, 2002, 2004, 2005, 2006, 2008, 2009, 2011) und ist Mitglied des Philadelphia Eagles 75th Anniversary Teams.

### Denver Broncos
Nach der Saison 2008 wechselte er in der Free-Agency-Periode von den Philadelphia Eagles zu den Denver Broncos. Dort unterschrieb er einen Fünfjahresvertrag.

#### Rücktritt
Am 23. April 2012 gab Dawkins via Twitter seinen Rücktritt bekannt. Seine Begründung dafür war, dass er zurücktreten wolle, solange er keine weiteren körperlichen Beschwerden durch den Sport habe.
Er will aber weiterhin in Colorado bleiben und dort als High-School-Footballcoach arbeiten.
Am 28. April 2012 unterschrieb er noch einen Eintagesvertrag bei den Philadelphia Eagles, damit er als Eagle zurücktrat. Anschließend gaben die Eagles bekannt, dass sie seine Trikotnummer (20) nicht mehr vergeben werden (in Spielwoche vier der Saison 2012 gegen die New York Giants).